# Скела (Димбовіца)
Скела (рум. Schela) — село у повіті Димбовіца в Румунії. Входить до складу комуни Глодень.
Село розташоване на відстані 82 км на північний захід від Бухареста, 11 км на північ від Тирговіште, 70 км на південь від Брашова.

## Населення
За даними перепису населення 2002 року у селі проживали 543 особи, усі — румуни. Усі жителі села рідною мовою назвали румунську.